# Hieronim Romer
Hieronim z Chyszowa Romer (ur. 1821, zm. 6 czerwca 1888 w Markowcach) – polski właściciel ziemski.

## Życiorys
Hieronim z Chyszowa Romer wywodził się z gałęzi szlacheckiej rodu Romerów herbu Jelita. Urodził się w 1821. Był synem Walentego z Wierzbicy na ziemi lubelskiej, żołnierza kościuszkowskiego.
Od około 1845 był gubernialnym praktykantem konceptowym C. K. Guberni Krajowej we Lwowie, skierowanym do pracy przy urzędzie c. k. cyrkułu sanockiego. W tym charakterze w lutym 1846 uczestniczył na ziemi sanockiej w przygotowaniach konspiracyjnych celem wzniecenia walk w ramach powstania krakowskiego, przygotowanego na 21/22 lutego 1846, po czym znalazł się na przygotowanej przez cyrkuł sanocki liście uczestników konspiracji.
W 1860 poślubił Felicję Józefę Truskolaską herbu Ślepowron (ur. 1840 w Markowcach, wnuczka Franciszka Truskolaskiego, córka Franciszka Truskolaskiego, siostra Kazimierza Truskolaskiego).
W drugiej połowie XIX wieku posiadał dobra ziemskie w Markowcach, wraz z tamtejszym dworem (wcześniej należące do rodziny Truskolaskich). W latach 80. posiadał zarówno dobra w Markowcach, jak też w Dudyńcach (uprzednio należące do Leopoldyny Horodyńskiej). Kierował radą parafialną podczas budowy kościoła Wszystkich Świętych w Dudyńcach w latach 1871-1876, wraz z żoną przyczynili się do jego wyposażenia, w tym w 1883 ufundowali ołtarz świętego Walentego, co upamiętnia tablica fundacyjna przy nim ustanowiona.
Z grupy większych posiadłości został wybrany do Rady c. k. powiatu brzozowskiego, której był na członkiem od około 1869 do około 1872, pełniąc funkcję członka wydziału powiatowego. Był członkiem C. K. Powiatowej Komisji Szacunkowej w Sanoku około 1870/1871, następnie około 1870-1872 był członkiem C. K. Powiatowej Komisji Szacunkowej w Brzozowie, po czym od około 1874 do około 1883 ponownie zasiadał w C. K. Powiatowej Komisji Szacunkowej w Sanoku. Z grupy większych posiadłości był wybierany na członka Rady c. k. powiatu sanockiego: w kadencji od około 1874 do około 1877, pełniąc funkcję członka wydziału powiatowego, później był członkiem w kadencji od około 1881 do około 1884 oraz ponownie w kadencji od około 1884 do 1888, podczas której w 1885 wybrany zastępcą prezesa (marszałka) wydziału powiatowego.

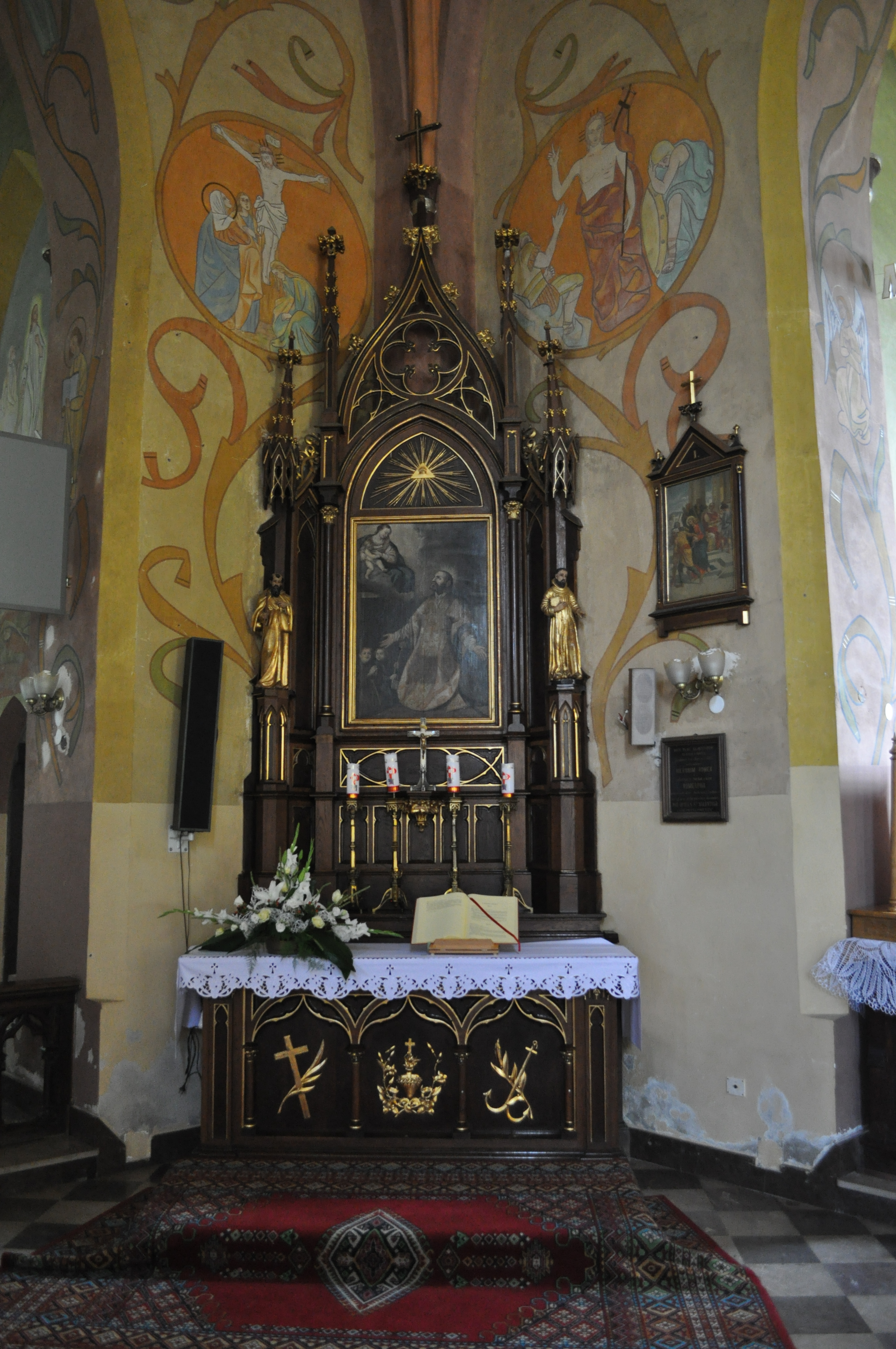
Ołtarz św. Walentego w kościele w Dudyńcach (po prawej na ścianie tablica fundacyjna H. i F. Romerów)

Był czynnym członkiem C. K. Galicyjskiego Towarzystwa Gospodarskiego, należał do oddziału sanocko-lisko-brzozowsko-krośnieńskiego, potem do oddziału sanocko-lisko-krośnieńskiego. Do końca życia pełnił funkcję detaksatora wydziału okręgowego w Sanoku Galicyjskiego Towarzystwa Kredytowego Ziemskiego z siedzibą we Lwowie.
Był członkiem deputacji miasta Sanoka, która w 1880 spotkała się z podróżującym po Galicji cesarzem Austrii Franciszkiem Józefem I w Krakowie i we Lwowie. Był powszechnie szanowany za swoją działalność publiczną, pracowitość, która przyniosła mu majątek oraz za jednakowy stosunek do ludzi wszystkich stanów. Znany ze swojej religijności, co roku w okresie wielkiego postu wraz ze znajomymi udawał się na klauzurowe rekolekcje do ojców jezuitów w Starej Wsi. Zmarł nagle 6 czerwca 1888 w Markowcach w wieku 66 lat. Został pochowany na cmentarzu w Dudyńcach 8 czerwca 1888. Pogrzeb prowadził proboszcz z Jaćmierza, ks. Bronisław Stasicki, a nad grobem przemawiał wiceprezes Rady c. k. powiatu krośnieńskiego, Jan Trzecieski.
Z żoną Felicją miał syna Stanisława (ur. 1861) i córkę Marię Anielę (ur. 1869). Śmierć Romera nastąpiła niedługo przed planowanym na 9 czerwca 1888 ślubem jego córki ze Stanisławem Łepkowskim (synem Rafała, dyrektora Galicyjskiego Towarzystwa Kredytowego Ziemskiego). W późniejszych latach właścicielami Markowiec zostali Jachimowscy (w 1890 Kazimierz Jachimowski poślubił Marię Romer). Jego żona Felicja zmarła w 1920 w Markowcach i została pochowana na cmentarzu w Niebieszczanach.